# Hypericum reptans
Hypericum reptans är en johannesörtsväxtart. Hypericum reptans ingår i släktet johannesörter, och familjen johannesörtsväxter.

## Underarter
Arten delas in i följande underarter:
- H. r. ogisui
- H. r. reptans

## Bildgalleri

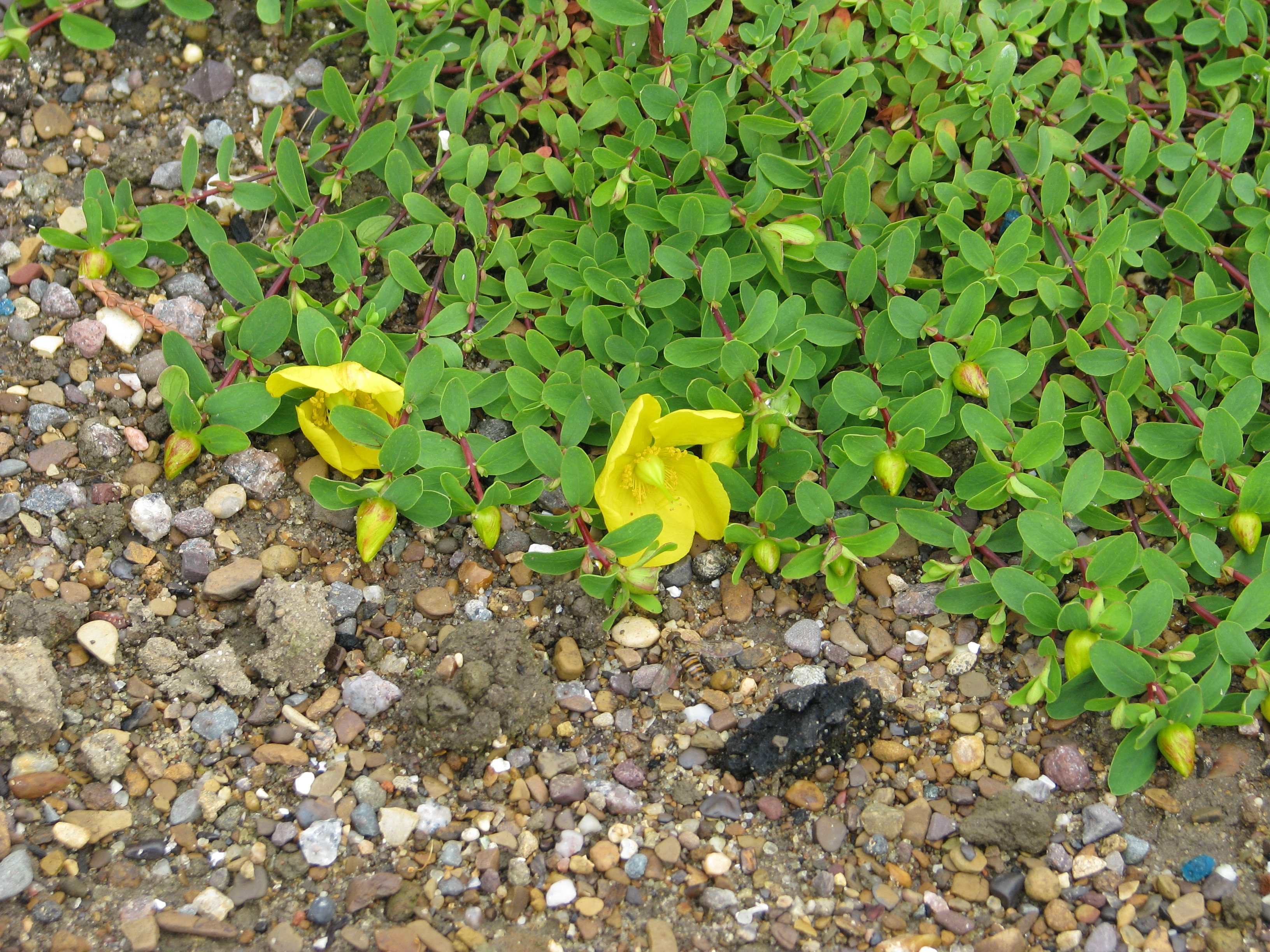